# فرناندو دي ميلو فيانا
فرناندو دي ميلو فيانا هو محامي وسياسي برازيلي، ولد في 15 مارس 1878 في صبارا في البرازيل، وتوفي في 10 فبراير 1954 في ريو دي جانيرو في البرازيل. نشط حزبياً في الحزب الجمهوري ميناس. وقد انتخب عضو مجلس الشيوخ من البرازيل ‏.